# Monodora hastipetala
Monodora hastipetala är en kirimojaväxtart som beskrevs av Couvreur. Monodora hastipetala ingår i släktet Monodora och familjen kirimojaväxter. Inga underarter finns listade i Catalogue of Life.